# USS Illinois (BB-7)
Pour les autres navires du même nom, voir USS Illinois.
L’USS Illinois (BB-7) est un cuirassé pré-dreadnought de l'United States Navy de classe Illinois. C'est le deuxième navire de la Marine américaine nommé d'après l'État de l'Illinois. Sa quille est posée aux chantiers Newport News Shipbuilding de Virginie, le 10 février 1897. Le navire est lancé le 4 octobre 1898, parrainé par Mme Nancy Leiter, fille du millionnaire Levi Leiter (en), et il est mis en service en 1901.
L'Illinois  sert dans l'escadre européenne de 1902 à 1903, et dans la flotte de l'Atlantique Nord jusqu'en 1907, date à laquelle cette dernière est rebaptisée flotte de l'Atlantique. Pendant cette période, l'Illinois entre accidentellement en collision avec deux autres cuirassés. De décembre 1907 à février 1909, il fait le tour du monde avec la Grande flotte blanche. À partir de novembre 1912, le navire est utilisé comme navire-école. En 1919, il est prêté à l'État de New York pour servir de navire-école à la milice navale de New York (en). Le navire est transformé en armurerie flottante en 1924 à la suite du traité naval de Washington, et c'est en tant qu'armurerie flottante, caserne et école qu'il sert pendant les trente années suivantes. En janvier 1941, il est reclassé sous le nom de IX-15 et rebaptisé Prairie State afin que son ancien nom puisse être donné à l'USS Illinois (BB-65), un nouveau cuirassé de classe Iowa. Le Prairie State est finalement vendu à la casse en 1956. 

## Caractéristiques et construction
L'Illinois mesure 368 pieds (112,2 m) de long à la ligne de flottaison et 374 pieds (114 m) de long hors-tout. Il a un maître-bau de 72,3 pieds (22 m) et un tirant d'eau de 23,6 pieds (7,2 m). Il déplace 11 565 long ton (11 751 t) et jusqu'à 12 250 long ton (12 450 t) à pleine charge. Le navire est propulsé par deux arbres avec des machines à vapeur à triple expansion d'une puissance indiquée de 16 000 chevaux impériaux (11 931,2 kW) et huit chaudières à tubes de fumée permettant d'atteindre une vitesse maximale de 16 nœuds (29,6 km/h). Lors de leur construction, les navires sont équipés de lourds mâts militaires (en), mais ceux-ci sont remplacés par des mâts à cage (en) en 1909. Le navire a équipage de 536 officiers et marins.